# Ronaldo Vanin
Ronaldo Vanin (Marília, 31 gennaio 1983) è un calciatore brasiliano, difensore dell’ ASD Piossasco.

## Carriera
Cresciuto nel vivaio del Torino, esordisce in prima squadra in Serie A nella stagione 2002-2003, raccogliendo 3 presenze. Dopo la retrocessione del club granata, vive una prima esperienza in prestito in Serie C1 al Benevento e successivamente all'Avellino, con il quale centra la promozione in Serie B tramite i play-off al termine della stagione 2004-2005.
Nel 2005 torna al Torino, ma a nel gennaio 2006 viene ceduto in comproprietà al Catanzaro, in Serie B, categoria in cui raccoglie 18 presenze stagionali. Per la stagione successiva viene ceduto ancora in comproprietà al Perugia, scendendo nuovamente di categoria. Nel gennaio 2007 viene ceduto in prestito al Manfredonia, con cui disputa la seconda metà della stagione.
Nell'estate del 2007, trovandosi svincolato, si accorda con il Sorrento. Dopo cinque stagioni con la squadra campana, si separa consensualmente il 28 agosto 2012.
Il 29 agosto 2012 si accorda con il Lecce. Con Franco Lerda alla guida del Lecce, inizia da titolare e il 2 novembre segna il suo primo gol con la maglia giallorossa, nella partita Lecce-Portogruaro (2-1). Con il passare dei mesi finisce ai margini della squadra, fino a quando il nuovo tecnico Elio Gustinetti lo ripropone come titolare nei play-off: qui segna la rete del momentaneo 2-0 nella gara di ritorno dei quarti di finale dei play-off Lecce-Virtus Entella (2-1).
Il 1º agosto 2013 viene ceduto a titolo definitivo al Parma, che lo gira in prestito al club sloveno del Gorica. Terminato il prestito, il giocatore rimane svincolato per il fallimento del club parmense. Viene quindi ingaggiato dal Sorrento, in Eccellenza. Il 2 settembre 2016 viene acquistato dal Casale e un anno dopo dall'Alpignano.
Nel 2024 firma per il Grugliasco ma, dopo poche presenze, a fine anno passa all'Orbassano Calcio.

## Statistiche

### Presenze e reti nei club
| Stagione        | Squadra          | Campionato      | Campionato | Campionato | Totale   | Totale |
| Stagione        | Squadra          | Campionato      | Presenze   | Reti       | Presenze | Reti   |
| --------------- | ---------------- | --------------- | ---------- | ---------- | -------- | ------ |
| 2002-2003       | Torino           | A               | 3          | 0          | 3        | 0      |
| 2003-2004       | Benevento        | C1              | 17+2       | 4          | 17+2     | 4      |
| 2004-2005       | Avellino         | C1              | 24+2       | 0+1        | 24+2     | 1      |
| 2005-gen. 2006  | Torino           | B               | 0          | 0          | 0        | 0      |
| gen.-giu. 2006  | Catanzaro        | B               | 18         | 1          | 18       | 1      |
| 2006-gen. 2007  | Perugia          | C1              | 10         | 0          | 10       | 0      |
| gen.-giu. 2007  | Manfredonia      | C1              | 13         | 0          | 13       | 0      |
| 2007-2008       | Sorrento         | C1              | 27         | 0          | 27       | 0      |
| 2008-2009       | Sorrento         | LP1             | 30         | 0          | 30       | 0      |
| 2009-2010       | Sorrento         | LP1             | 32         | 0          | 32       | 0      |
| 2010-2011       | Sorrento         | LP1             | 33+2       | 0          | 33+2     | 0      |
| 2011-2012       | Sorrento         | LP1             | 32+1       | 0          | 32+1     | 0      |
| Totale Sorrento | Totale Sorrento  | Totale Sorrento | 157+3      | 0          | 157+3    | 0      |
| 2012-2013       | Lecce            | LP1             | 19+3       | 1+1        | 19+3     | 1+1    |
| ago. 2013       | Parma            | A               | 0          | 0          | 0        | 0      |
| 2013-2014       | Gorica           | PRVA            | 24         | 0          | 24       | 0      |
| 2014-2015       | Gorica           | PRVA            | 13         | 0          | 13       | 0      |
| Totale Gorica   | Totale Gorica    | Totale Gorica   | 37         | 0          | 37       | 0      |
| 2015-2016       | Sorrento         | Eccellenza      | ?          | ?          | ?        | ?      |
| 2016-2017       | Casale           | D               | 24         | 0          | 24       | 0      |
| 2017-2018       | Alpignano        | Eccellenza      | ?          | 2          | ?        | ?      |
| 2018-2019       | Alpignano        | Eccellenza      | ?          | 0          | ?        | ?      |
| 2019-2020       | Alpignano        | Eccellenza      | ?          | 1          | ?        | ?      |
| 2020-2021       | Alpignano        | Eccellenza      | ?          | 0          | ?        | ?      |
| 2021-2022       | Alpignano        | Eccellenza      | ?          | 1          | ?        | ?      |
| 2022-2023       | Alpignano        | Eccellenza      | ?          | 0          | ?        | ?      |
| 2023-2024       | Alpignano        | Eccellenza      | ?          | 0          | ?        | ?      |
| 2024            | Grugliasco       | Eccellenza      | 2          | 0          | ?        | ?      |
| 2024-2025       | Orbassano Calcio | Prima Categoria | 16         | 0          | ?        | ?      |
| Totale carriera | Totale carriera  | Totale carriera | 305+10     | 10+1       | 303+10   | 10+1   |

## Palmarès

### Club

#### Competizioni nazionali
- Coppa Italia Lega Pro: 1

Sorrento: 2008-2009
- Coppa di Slovenia: 1

Gorica: 2013-2014